# Gradezjnitsa
Gradezjnitsa (bulgariska: Градежница) är ett distrikt i Bulgarien.   Det ligger i kommunen Obsjtina Teteven och regionen Lovetj, i den centrala delen av landet, 80 km öster om huvudstaden Sofia.
I omgivningarna runt Gradezjnitsa växer i huvudsak lövfällande lövskog. Runt Gradezjnitsa är det glesbefolkat, med 15 invånare per kvadratkilometer.